# Felis wenzensis
Felis wenzensis — це вимерлий вид кішок, описаний на основі скам'янілостей із пліоценового місця знаходження Węże 1 у Польщі. Він відомий лише з одного зразка, частково лівої нижньощелепної гілки, і відрізняється від близькоспоріднених Felis lunensis і Felis silvestris більшими зубами.

## Історія та найменування
Голотипну скам'янілість було зібрано в місцевості Венже, на північній частині Краківсько-Велюнської височини в Польщі. Він був описаний як новий вид Felis wenzensis палеонтологом Яном Стахом у 1961 році. Назва виду wenzensis означає «з Węże».
Інший набір скам'янілостей з пізнього ранньоплейстоценового місця Somssich Hill 2 в Угорщині було описано як подібне за розміром до Felis wenzensis, але було віднесено до Felis cf. lunensis через молодший вік.

## Опис
Голотип і єдиний зразок — це передня частина частково лівої гілки нижньої щелепи з неушкодженими третім і четвертим премолярами, але без ікла та різців. Присутня частина зубної лунки ікла, що дозволяє виміряти діастему. Перший і другий премоляри були повністю відсутні, а третій і четвертий премоляри були присутні й неушкоджені.
F. wenzensis був схожий за розмірами на сучасну європейську дику кішку. Він відрізняється від цього виду коротшою діастемою, а також від доісторичного Felis lunensis (у якого така ж коротка діастема) та сучасної дикої кішки порівняно більшими зубами.

## Класифікація
Стах вважав F. wenzensis близьким родичем, якщо не просто північним різновидом, Felis lunensis.

## Палеоекологія
Місцезнаходження Węże 1 датується пліоценом (пізній русцин, MN 15), приблизно 4,2–3,4 мільйона років тому. Вважається, що на той час клімат у цій місцевості був середземноморським — відносно теплим і посушливим — через наявність різних рептилій, таких як черепахи. У місцевості також зареєстровано різноманітність дрібних ссавців, включаючи численні види землерийок, їжаків, хижаків, кротів, сліпаків, щонайменше п’ять видів гризунів, зайцеподібного Hypolagus beremendensis та їжатця Hystrix primigenia.
Окрім Felis wenzensis, п'ять інших хижих тварин відомі з Węże 1: Baranogale helbingi, Agriotherium intermedium,  Martes wenzensis, Mustela plioermina, Mustela pliocaenica. Більшість із них, у тому числі F. wenzensis, відомі лише з місця Węże 1.